# Anglo-Welsh Cup
Der Anglo-Welsh Cup (walisisch Cwpan Eingl-Gymreig) war ein Pokalwettbewerb für Rugby-Union-Mannschaften aus England und Wales. Teilnahmeberechtigt waren alle zwölf Mannschaften der English Premiership sowie die vier walisischen Vertreter der Pro14. Vor der Saison 2005/06 stand der Wettbewerb nur englischen Mannschaften offen.
In der ersten Phase wurde in vier Gruppen mit je drei englischen Mannschaften und einer walisischen Mannschaft gespielt. Jede Mannschaft trat einmal gegen die drei Gruppengegner an. Anschließend trafen die vier Gruppensieger in zwei Halbfinals aufeinander. Der Pokalsieger wurde im Finale ermittelt. Dieser war auch für den europäischen European Rugby Champions Cup qualifiziert. 2018 wurde der Anglo-Welsh Cup vom Premiership Rugby Cup abgelöst, nachdem sich die walisischen Mannschaften zurückgezogen hatten.

## Sponsoren
Der Wettbewerb wurde jeweils nach dem aktuellen Hauptsponsor benannt, ab 2009 war dies das britische Unternehmen LV, Liverpool Victoria. Frühere Sponsoren waren:
- 1972–1975: kein Sponsor (RFU Club Competition)
- 1976–1988: John Player
- 1989–1997: Pilkington
- 1998–2000: Tetley’s Bitter
- 2001–2006: Powergen
- 2007–2009: EDF

## Geschichte
Der Pokalwettbewerb fand erstmals 1972 unter der Bezeichnung RFU Club Competition statt. In den ersten Jahren gab es weder eine Trophäe noch einen Sponsor. Erster Pokalsieger wurde Gloucester. Seit dem Jahr 1976 hat der Wettbewerb einen Hauptsponsor, weshalb dieser in John Player Cup umbenannt wurde. In den ersten siebzehn Jahren wurde der Wettbewerb von Bath und Leicester dominiert, die viermal bzw. dreimal gewannen. 1989 erfolgte die Namensänderung in Pilkington Cup. In den darauf folgenden neun Jahren gewann Bath nicht weniger als fünf Mal. Ab 1998 war Tetley’s Bitter während drei Jahren Hauptsponsor. Nach der erneuten Namensänderung im Jahr 2001 zu Powergen, einem Markennamen der britischen E.ON-Sparte, konnte nur Newcastle mehr als einmal gewinnen.
Ab der Saison 2005/06 hin wurde ein neues Format eingeführt. Startberechtigt waren nur noch die englischen Mannschaften der English Premiership, dazu kamen erstmals die vier besten Mannschaften aus Wales. Mannschaften aus der National Division One, der zweithöchsten englischen Liga, spielen seither um die Powergen National Trophy. Das neue Format brachte einen Zuwachs von 12 Prozent bei den Zuschauerzahlen. Am Ende der ersten englisch-walisischen Saison gab Powergen seinen Rückzug bekannt, da die Muttergesellschaft, der deutsche E.ON-Konzern mittlerweile führender Sponsor der Football Association und des Wembley-Stadions ist. Auf Powergen folgte die Électricité de France, die bereits die französische Profiliga Top 14 unterstützt. 2008 gewannen die Ospreys als erste walisische Mannschaft die Trophäe. 2018 zogen sich die walisischen Mannschaften zurück und der Anglo-Welsh Cup wurde vom Premiership Rugby Cup ersetzt, an dem nur noch englische Mannschaften teilnehmen.

## Finalbegegnungen

### RFU Club Competition

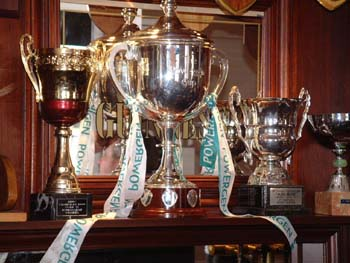
Der Powergen Cup (Mitte) im Trophäenraum von London Irish

| Jahr | Pokalsieger    | Finalist        | Ergebnis |
| ---- | -------------- | --------------- | -------- |
| 1972 | Gloucester RFC | Moseley RFC     | 17:6     |
| 1973 | Coventry RFC   | Bristol Rugby   | 27:15    |
| 1974 | Coventry RFC   | London Scottish | 26:6     |
| 1975 | Bedford Blues  | Rosslyn Park FC | 28:12    |

### John Player Cup
| Jahr | Pokalsieger      | Finalist         | Ergebnis |
| ---- | ---------------- | ---------------- | -------- |
| 1976 | Gosforth         | Rosslyn Park FC  | 23:14    |
| 1977 | Gosforth         | Waterloo RFC     | 27:11    |
| 1978 | Gloucester RFC   | Leicester Tigers | 6:3      |
| 1979 | Leicester Tigers | Moseley RFC      | 15:12    |
| 1980 | Leicester Tigers | London Irish     | 21:9     |
| 1981 | Leicester Tigers | Gosforth         | 22:15    |
| 1982 | Gloucester RFC * | Moseley RFC *    | 12:12    |
| 1983 | Bristol Rugby    | Leicester Tigers | 28:22    |
| 1984 | Bath Rugby       | Bristol Rugby    | 10:9     |
| 1985 | Bath Rugby       | London Welsh     | 24:15    |
| 1986 | Bath Rugby       | Wasps RFC        | 25:17    |
| 1987 | Bath Rugby       | Wasps RFC        | 19:12    |
| 1988 | Harlequins       | Bristol Rugby    | 28:22    |

* Pokal geteilt

### Pilkington Cup
| Jahr | Pokalsieger      | Finalist           | Ergebnis |
| ---- | ---------------- | ------------------ | -------- |
| 1989 | Bath Rugby       | Leicester Tigers   | 10:6     |
| 1990 | Bath Rugby       | Gloucester RFC     | 48:6     |
| 1991 | Harlequins       | Northampton Saints | 25:13    |
| 1992 | Bath Rugby       | Harlequins         | 15:12    |
| 1993 | Leicester Tigers | Harlequins         | 23:16    |
| 1994 | Bath Rugby       | Leicester Tigers   | 21:9     |
| 1995 | Bath Rugby       | Wasps RFC          | 36:16    |
| 1996 | Bath Rugby       | Leicester Tigers   | 16:15    |
| 1997 | Leicester Tigers | Sale Sharks        | 9:3      |

### Tetley’s Bitter Cup
| Jahr | Pokalsieger | Finalist           | Ergebnis |
| ---- | ----------- | ------------------ | -------- |
| 1998 | Saracens    | Wasps RFC          | 48:18    |
| 1999 | Wasps RFC   | Newcastle Falcons  | 29:19    |
| 2000 | Wasps RFC   | Northampton Saints | 31:23    |

### Powergen Cup

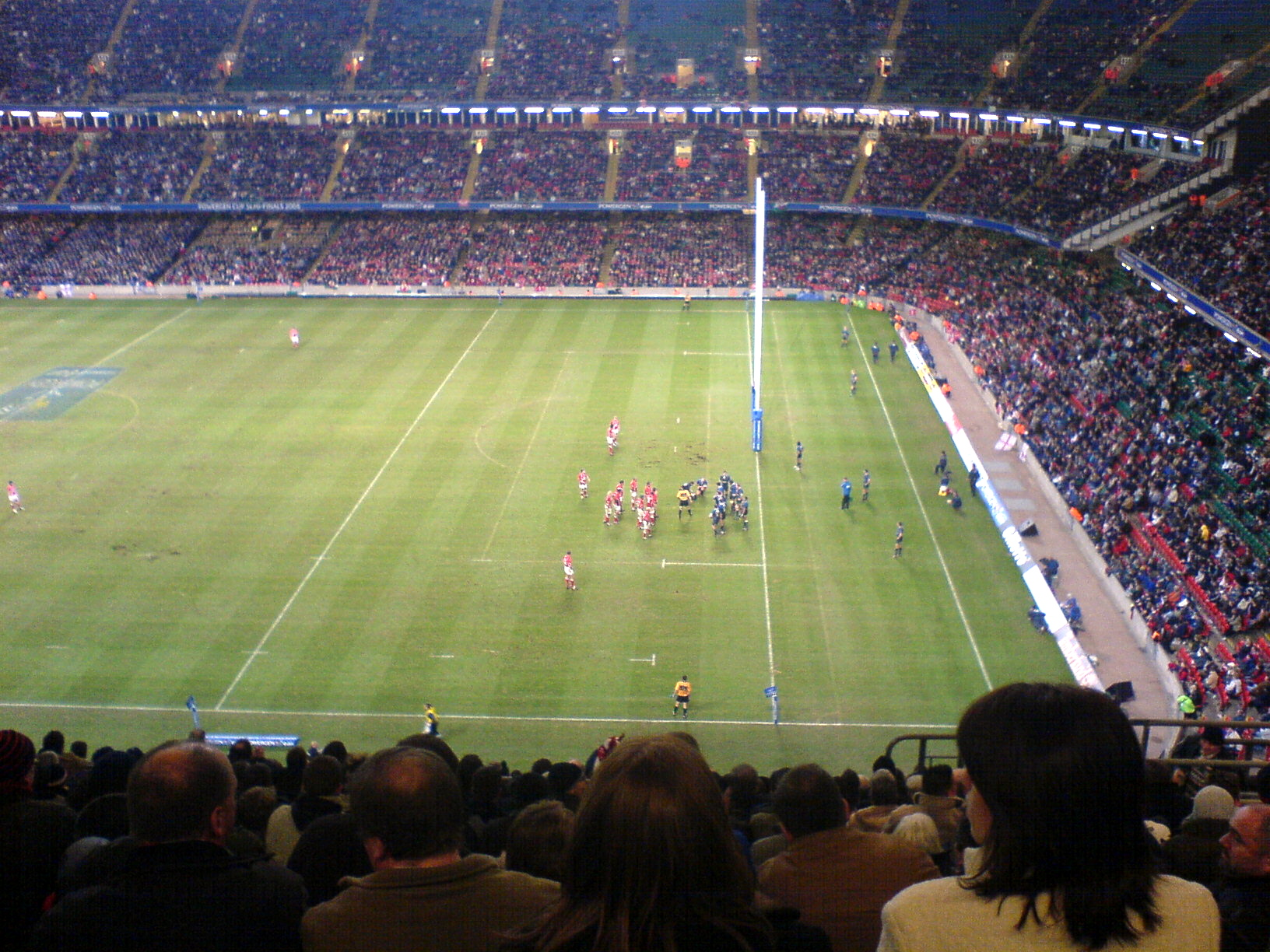
Endspiel 2006 im Millennium Stadium in Cardiff

| Jahr | Pokalsieger       | Finalist           | Ergebnis |
| ---- | ----------------- | ------------------ | -------- |
| 2001 | Newcastle Falcons | Harlequins         | 30:27    |
| 2002 | London Irish      | Northampton Saints | 38:17    |
| 2003 | Gloucester RFC    | Northampton Saints | 40:22    |
| 2004 | Newcastle Falcons | Sale Sharks        | 37:33    |
| 2005 | Leeds Tykes       | Bath Rugby         | 20:12    |
| 2006 | Wasps RFC         | Llanelli Scarlets  | 26:10    |

### EDF Energy Cup

Logo des EDF Energy Cup

| Jahr | Pokalsieger      | Finalist         | Ergebnis |
| ---- | ---------------- | ---------------- | -------- |
| 2007 | Leicester Tigers | Ospreys          | 41:35    |
| 2008 | Ospreys          | Leicester Tigers | 23:6     |
| 2009 | Cardiff Blues    | Gloucester RFC   | 50:12    |

### LV Cup
| Jahr | Pokalsieger                                                  | Finalist                                                     | Ergebnis                                                     |
| ---- | ------------------------------------------------------------ | ------------------------------------------------------------ | ------------------------------------------------------------ |
| 2010 | Northampton Saints                                           | Gloucester RFC                                               | 30:24                                                        |
| 2011 | Gloucester RFC                                               | Newcastle Falcons                                            | 34:7                                                         |
| 2012 | Leicester Tigers                                             | Northampton Saints                                           | 26:14                                                        |
| 2013 | Harlequins                                                   | Sale Sharks                                                  | 32:14                                                        |
| 2014 | Exeter Chiefs                                                | Northampton Saints                                           | 15:8                                                         |
| 2015 | Saracens                                                     | Exeter Chiefs                                                | 23:20                                                        |
| 2016 | kein Wettbewerb wegen der Rugby-Union-Weltmeisterschaft 2015 | kein Wettbewerb wegen der Rugby-Union-Weltmeisterschaft 2015 | kein Wettbewerb wegen der Rugby-Union-Weltmeisterschaft 2015 |
| 2017 | Leicester Tigers                                             | Exeter Chiefs                                                | 16:12                                                        |
| 2018 | Exeter Chiefs                                                | Bath Rugby                                                   | 28:11                                                        |